# Mário Sérgio (futebolista português)
Mário Sérgio Leal Nogueira (Paredes, 28 de Julho de 1981) é um futebolista português, que joga habitualmente como defesa. Atualmente está no FC Felgueiras 1932.